# Kunst im öffentlichen Raum in Plettenberg
Kunst im öffentlichen Raum in Plettenberg umfasst öffentlich zugängliche Plastiken, Skulpturen, Brunnen, Wandmalereien, Mosaike und Graffiti im Gebiet der sauerländischen Stadt Plettenberg. Die nachstehende Liste von Kunstwerken im öffentlichen Raum ist nicht vollständig. Sie wird kontinuierlich ergänzt.

## Liste
| Bild           | Titel/Bezeichnung      | Standort                                                | Künstler          | Entstehung | Anmerkungen |
| -------------- | ---------------------- | ------------------------------------------------------- | ----------------- | ---------- | --- |
|                | Vier-Täler-Brunnen     | Wilhelmstraße Lage                                      | Peter Klassen     | 1980       | 4,80 m hohe Kupferskulptur, deren Name sich auf die von den Flüssen Else, Grüne, Lenne und Oester geprägte Topographie Plettenbergs bezieht |
| weitere Bilder | Hammerschmied          | Alter Markt Lage                                        | Waldemar Wien     | 1987       | 1,90 m große Bronzeplastik, die im Volksmund Otto Maloche genannt wird                                                                      |
|                | Miteinander            | Osterloh (Plettacplatz) Lage                            | Peter Klassen     | 1991       | Skulptur aus Kupferblech, die das Miteinander der verschiedenen Berufe im Metall verarbeitenden Bereich symbolisiert                        |
|                | Graf-Engelbert-Brunnen | Graf-Engelbert-Platz Lage                               | Peter Klassen     | 1998       | Die Kupferskulptur auf einem geteilten Porphyr-Stein stellt Graf Engelbert von der Mark dar                                                 |
|                | Diaspora               | Freiligrathstraße, Jüdischer Friedhof Lage              | Dan Richter-Levin | 2001       | Stahlskulptur, die an einen zersplitterten Davidstern erinnert                                                                              |
|                | Schwarze Brücke        | Herscheider Straße/Posensche Straße (Kreisverkehr) Lage |                   | 2006       | Kunst im Kreisverkehr: Stahlskulptur aus Brückenelementen zur Erinnerung an die ehemalige Bahnüberführung der Strecke Plettenberg–Herscheid |
|                | Kontrastmittel         | Maiplatz 5 Lage                                         | Jáchym Fleig      | 2010       | Ca. 500 kg schwere, lichtgrau gestrichene Stahlbetonskulptur                                                                                |